# 1984年冬季残疾人奥林匹克运动会波兰代表团
1984年冬季残疾人奥林匹克运动会波兰代表团是波兰派出的1984年冬季残疾人奥林匹克运动会代表团。获得3枚金牌、2枚银牌和8枚铜牌。